# Dilbat
Dilbat (nay là Tell ed-Duleim hay Tell al-Deylam, Iraq) là một thành phố nhỏ của người Sumer cổ đại nằm phía đông nam từ Babylon trên bờ phía đông của sông Euphrates phía tây mà nay là Al-Qādisiyyah, Iraq. Ziggurat E-ibe-Anu, dành riêng cho nữ thần Urash, được đặt tại trung tâm của thành phố và có đề cập đến trong bộ Sử thi Gilgamesh.

## Lịch sử
Dilbat được thành lập trong thời kỳ Tiền Triều đại II của người Sumer vào khoảng 2700 TCN. Nó được biết đến đã bị chiếm đóng sớm nhất là dưới thời Akkad, Cổ Babyon, Kassite, Sassanid và thời kỳ tiền Hồi giáo. Đây là một trung tâm nông nghiệp sớm nhất trồng lúa mì Eikorn và sản xuất các sản phẩm làm từ cây sậy. Vị trí của thành phố nằm trên kênh Arahtum.

## Khảo cổ học
Di chỉ Tell al-Deylam gồm tới hai gò đất, một gò đất phía tây nhỏ với những tàn tích có niên đại từ thiên niên kỷ thứ 1 TCN và tiền Hồi giáo và một gò đất phía đông lớn hơn, khoảng 500 mét, chu vi, với phần còn lại có niên đại từ thiên niên kỷ thứ 1 đến thứ 3 TCN. Dilbat được khai quật một thời gian ngắn bởi Hormuzd Rassam, người đã phục hồi một số bảng chữ hình nêm tại địa điểm này, chủ yếu là từ thời kỳ Tân Babylon. Khu di chỉ còn hoạt động vào năm 1989 bởi J. A. Armstrong của Viện phương Đông Chicago. Mặc dù chính Dilbat chỉ được khai quật nhẹ bởi các nhà khảo cổ, rất nhiều bảng chữ hình nêm từ đây đã lọt vào thị trường cổ vật trong năm như là kết quả của việc đào bới trái phép.